# Saint-Laurent-des-Combes (Charente)
Saint-Laurent-des-Combes ist eine französische Gemeinde mit 94 Einwohnern (Stand 1. Januar 2022) im Département Charente in der Region Nouvelle-Aquitaine (vor 2016 Poitou-Charentes). Die Gemeinde gehört zum Arrondissement Angoulême (bis 2017 Cognac) und zum 2017 gegründeten Gemeindeverband Lavalette Tude Dronne. Die Einwohner werden Saint-Laurentais genannt.

## Geografie
Saint-Laurent-des-Combes liegt im Süden der historischen Provinz Angoumois, etwa vierzig Kilometer südsüdwestlich von Angoulême. Umgeben wird Saint-Laurent-des-Combes von den Nachbargemeinden Saint-Félix im Norden und Nordwesten, Saint-Martial im Norden und Nordosten, Montboyer im Süden und Osten, Brie-sous-Chalais im Süden und Südwesten sowie Châtignac im Westen.

## Bevölkerungsentwicklung
| Jahr                      | 1962 | 1968 | 1975 | 1982 | 1990 | 1999 | 2006 | 2013 |
| Einwohner                 | 181  | 167  | 144  | 133  | 89   | 71   | 90   | 96   |
| Quelle: Cassini und INSEE |      |      |      |      |      |      |      |      |

## Sehenswürdigkeiten

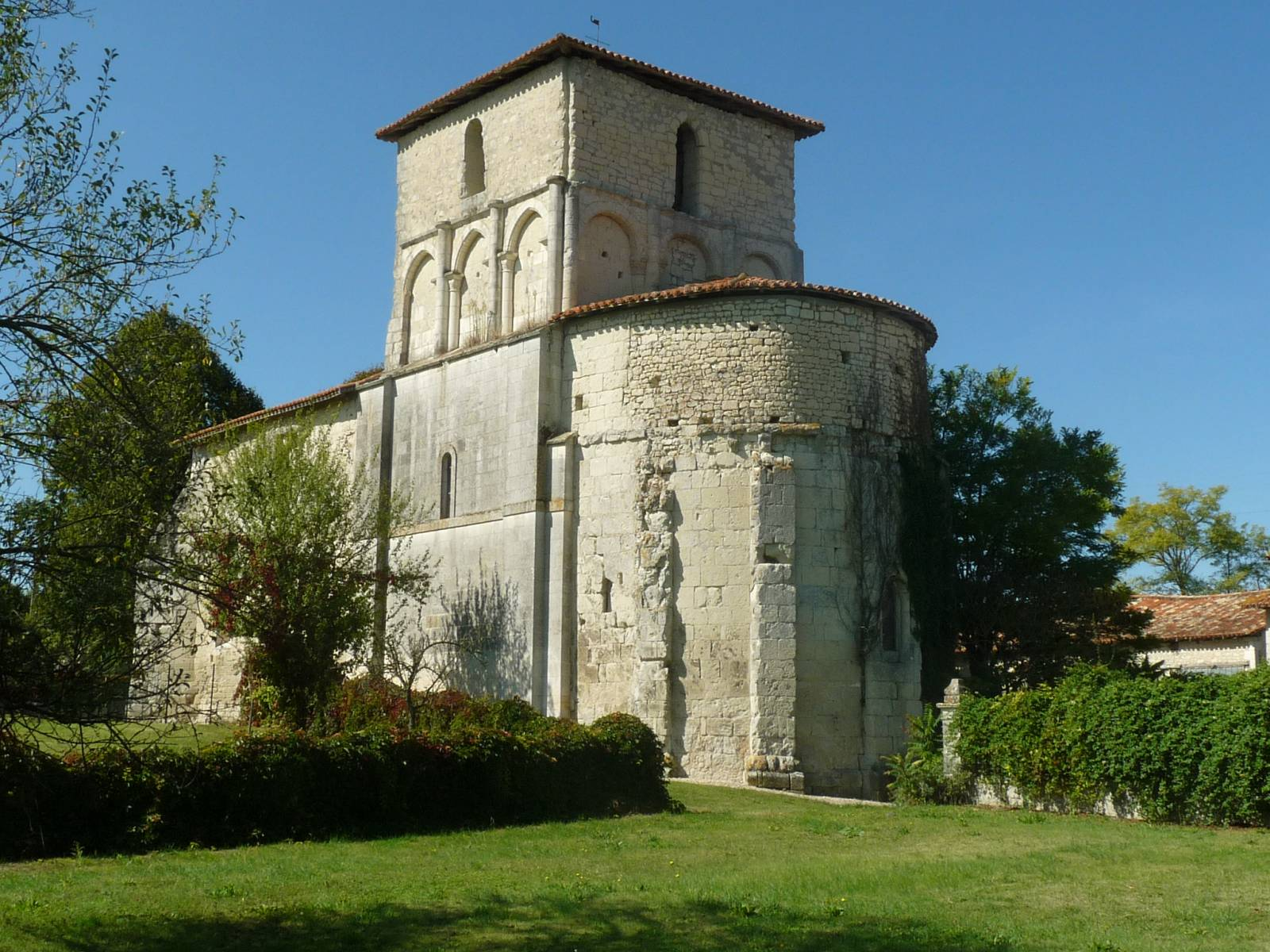
Kirche Saint-Laurent

- Kirche Saint-Laurent, früheres Benediktinerpriorat aus dem 11. Jahrhundert mit späteren Umbauten
- Herrenhaus aus dem 16. Jahrhundert
- alte Windmühle